# Dan Yeshayahu
Dan Yeshayahu [dán jeshajahu] (hebrejsko שייקה דן), (pravo ime Isaiah Sheyke Dan Trachtenberg), tudi »Shaike Dan«,  izraelski obveščevalec in tajni agent, * 15. november 1909, Lipcani, Ruski imperij, danes Moldavija † 2. marec 1994, Tel Aviv, Izrael.
Dan Yeshayahu je kot judovski pionir odšel v Palestino in se naselil v kibucu. 

## Obveščevalec in judovski aktivist
Med drugo svetovno vojno se je pridružil britanski obveščevalni službi in je s padalom izskočil za sovražnikovimi linijami v Romuniji. S tem skokom je pričel izjemno kariero reševanja evropskih Judov, pri čemer so mu pomagali številni prijatelji, ki jih je spoznal in ki so bili nekateri ključne osebnosti v varnostnih službah držav vzhodne Evrope. Njegova naloga je imela dva cilja, poiskati taborišče vojnih ujetnikov, v katerem je bilo interniranih 1.400 članov letalskih posadk, sestreljenih med bombardiranjih naftnih polj pri Ploestiju v Romuniji ter najti načine, kako jih spraviti iz Romunije, da bi se lahko vrnili v akcije. Drugi cilj je bil reševati vzhodnoevropske Jude in jim pomagati pri preselitvi v Palestino. V padalskih akcijah je sodelovalo 32 prostovoljcev iz Palestine. Nekateri od njih so uspešno pristali v Jugoslaviji, se povezali s tamkajšnjimi partizani ali pa so s pomočjo lokalnih tihotapcev prečkali državne meje. Veliko teh prostovoljcev so pri tem ujeli in nekateri se niso nikoli vrnili domov. Dan Yeshayahu je prejel ukaze, da začne z oblastmi pogajanja za izpustitev romunskih Judov in o uporabi pristanišča Constanca za njihov prevoz v Palestino. 

### Delovanje v Jugoslaviji
S tihim privoljenjem Josipa Broza in takratnega notranjega ministra Jugoslavije Aleksandra Rankovića je njegov namestnik Edo Brajnik (alias Prijatelj, kot so Brajnika konspirativno imenovali Judje) z judovskim sodelavcem Danom Yeshayahujem omogočil, da so v nastajajočo državo Izrael preko tedanjih jugoslovanskih pristanišč in letališč takoj po drugi svetovni vojni potovali Judje iz Madžarske, Romunije, Jugoslavije in Sovjetske zveze, z njimi pa naj bi nelegalno potovalo tudi orožje, prepotrebno za osvoboditev nove judovske države.

## Jugoslovansko - Izraelsko konspirativno sodelovanje
V biografiji, ki jo je po Yeshayahujevih podatkih sestavil Amos Ettinger, sta dve poglavji namenjeni tedanjemu dogajanju v Jugoslaviji. V poglavju »The Friend« (Prijatelj) je Dan Yeshayahu opisal, kako se je spoznal z Edom Brajnikom in kako sta skupno reševala odprta vprašanja, najprej povezana s transportom Judov v Palestino in po neodvisnosti Izraela tudi pri oboroževanju, saj se je kmalu po razglasitvi nove države Izrael znašel v vojni. V poglavju »My beloved Yugoslavia« (Moja ljubljena Jugoslavija) je opisano, kako je po svojih močeh in s pomočjo vodilnih predstavnikov Izraela pomagal Jugoslaviji pri nekaterih pomembnih gospodarskih in političnih vprašanjih, pri katerih sta z Edom Brajnikom včasih zaobšla kakšno uradno pot, da
sta obojestransko rešila probleme. Na ta način in z Yeshayahujevim posredovanjem je Izrael vračal Jugoslaviji usluge, ki jih je ta naredila Judom v zvezi s preselitvijo v Palestino. Posebno je bila Yeshayahuju blizu Jugoslavija tudi zato, ker je pri svojem delu v Zagrebu spoznal svojo ženo Evo, ki mu je sledila v Izrael. 
Judje niso nikdar pozabili nesebične pomoči Jugoslavije in posebno Slovenije. Judovskega prijatelja Dana Yeshayahuja je odlikovala že Jugoslavija. Zanimivo, da si je Yeshayahu zaželel, da se mu odlikovanje ne izroči v Beogradu, pač pa v Ljubljani (podelil mu ga je takratni vladni šef Slovenije Dušan Šinigoj), da je lahko obiskal še grob svojega pokojnega prijatelja Brajnika.
Leta 1994 je Danu Yeshayahuju, le nekaj dni pred njegovo smrtjo, tedanji slovenski predsednik Milan Kučan, ki je bil na uradnem obisku v Jeruzalemu, izročil odlikovanje častni znak svobode Republike Slovenije, zaradi njegovih zaslug pri priznanju Republike Slovenije s strani Izraela in ZDA in podpori v času njenega osamosvajanja, ter pri krepitvi izraelsko-slovenskega sodelovanja.

## Odlikovanja in nagrade
- Častni znak svobode Republike Slovenije[2]